# Indywidualne Mistrzostwa Świata na Żużlu 1951
Indywidualne Mistrzostwa Świata na Żużlu 1951 – cykl turniejów żużlowych mających wyłonić najlepszych żużlowców na świecie. Tytuł wywalczył Australijczyk Jack Young.
Po raz pierwszy w eliminacjach uczestniczyli reprezentanci ze Szwecji, RPA i Szkocji.

## Runda mistrzowska
Rozgrywano 8 eliminacji na torach brytyjskich.
| Msc. | Zawodnik          | Kraj              | Pkt |  |  |
| ---- | ----------------- | ----------------- | --- |  |  |
| 1    | Jack Biggs        | Australia         | 29  |  |  |
| 2    | Split Waterman    | Wielka Brytania   | 27  |  |  |
| 3    | Alan Hunt         | Wielka Brytania   | 26  |  |  |
| 4    | Aub Lawson        | Australia         | 25  |  |  |
| 5    | Ronnie Moore      | Nowa Zelandia     | 25  |  |  |
| 6    | Freddie Williams  | Walia             | 24  |  |  |
| 7    | Louis Lawson      | Wielka Brytania   | 23  |  |  |
| 8    | Bob Leverenz      | Australia         | 23  |  |  |
| 9    | Norman Parker     | Wielka Brytania   | 23  |  |  |
| 10   | Ernie Roccio      | Stany Zjednoczone | 23  |  |  |
| 11   | Eric Williams     | Walia             | 23  |  |  |
| 12   | Jack Young        | Australia         | 23  |  |  |
| 13   | Cyril Brine       | Wielka Brytania   | 22  |  |  |
| 14   | Jeff LIoyd        | Wielka Brytania   | 22  |  |  |
| 15   | Jack Parker       | Wielka Brytania   | 22  |  |  |
| 16   | Eddie Rigg        | Wielka Brytania   | 22  |  |  |
| 17   | Dick Bradley      | Wielka Brytania   | 21  |  |  |
| 18   | Geoff Mardon      | Nowa Zelandia     | 21  |  |  |
| 19   | Billy Hole        | Wielka Brytania   | 21  |  |  |
| 20   | Bill Kitchen      | Wielka Brytania   | 20  |  |  |
| 21   | Len Williams      | Wielka Brytania   | 20  |  |  |
| 22   | John Reason       | Wielka Brytania   | 19  |  |  |
| 23   | Bob Oakley        | Wielka Brytania   | 19  |  |  |
| 24   | Bruce Abernethy   | Nowa Zelandia     | 19  |  |  |
| 25   | Eric Boothroyd    | Wielka Brytania   | 18  |  |  |
| 26   | Derek Close       | Wielka Brytania   | 17  |  |  |
| 27   | Graham Warren     | Australia         | 17  |  |  |
| 28   | Tom Oakley        | Wielka Brytania   | 17  |  |  |
| 29   | Dennis Gray       | Wielka Brytania   | 17  |  |  |
| 30   | Eric Chitty       | Kanada            | 17  |  |  |
| 31   | Fred Curtis       | Wielka Brytania   | 16  |  |  |
| 32   | Bruce Semmens     | Wielka Brytania   | 16  |  |  |
| 33   | Vic Emms          | Wielka Brytania   | 16  |  |  |
| 34   | Arthur Forrest    | Wielka Brytania   | 16  |  |  |
| 35   | Eric French       | Irlandia          | 15  |  |  |
| 36   | Olle Nygren       | Szwecja           | 15  |  |  |
| 37   | Ron Mountford     | Wielka Brytania   | 15  |  |  |
| 38   | Frank Lawrence    | Wielka Brytania   | 15  |  |  |
| 39   | Wally Green       | Wielka Brytania   | 14  |  |  |
| 40   | Malcolm Craven    | Wielka Brytania   | 13  |  |  |
| 41   | Henry Long        | Południowa Afryka | 13  |  |  |
| 42   | Len Read          | Wielka Brytania   | 13  |  |  |
| 43   | Ken Adams         | Wielka Brytania   | 13  |  |  |
| 44   | Trevor Redmond    | Nowa Zelandia     | 12  |  |  |
| 45   | Dent Oliver       | Wielka Brytania   | 12  |  |  |
| 46   | Peter Robinson    | Wielka Brytania   | 12  |  |  |
| 47   | Tommy Price       | Wielka Brytania   | 12  |  |  |
| 48   | Tommy Miller      | Wielka Brytania   | 12  |  |  |
| 49   | Jack Mountford    | Wielka Brytania   | 12  |  |  |
| 50   | Phil Clarke       | Wielka Brytania   | 12  |  |  |
| 51   | Ken Sharples      | Wielka Brytania   | 11  |  |  |
| 52   | Noel Watson       | Australia         | 10  |  |  |
| 53   | Roy Craighead     | Wielka Brytania   | 10  |  |  |
| 54   | Wilf Jay          | Wielka Brytania   | 9   |  |  |
| 55   | Bill Kemp         | Wielka Brytania   | 9   |  |  |
| 56   | Cyril Roger       | Wielka Brytania   | 9   |  |  |
| 57   | George Smith      | Wielka Brytania   | 9   |  |  |
| 58   | Harry Saunders    | Wielka Brytania   | 9   |  |  |
| 59   | Gordon McGregor   | Szkocja           | 9   |  |  |
| 60   | Chris Boss        | Wielka Brytania   | 9   |  |  |
| 61   | Jimmy Squibb      | Wielka Brytania   | 6   |  |  |
| 62   | Harry Edwards     | Wielka Brytania   | 6   |  |  |
| 63   | Son Mitchell      | Wielka Brytania   | 6   |  |  |
| 64   | Fred Brand        | Wielka Brytania   | 6   |  |  |
| 65   | Bob Baker         | Wielka Brytania   | 6   |  |  |
| 66   | Ron Peace         | Wielka Brytania   | 5   |  |  |
| 67   | Eric Salmon       | Wielka Brytania   | 4   |  |  |
| 68   | Geoff Pymar       | Wielka Brytania   | 4   |  |  |
| 69   | Frank Hodgson     | Wielka Brytania   | 3   |  |  |
| 70   | Junior Bainbridge | Australia         | 2   |  |  |
| 71   | Jack Hodgson      | Wielka Brytania   | 1   |  |  |
| 72   | Merv Harding      | Australia         | 0   |  |  |

Awans: 16+2 do finału światowego.

## Finał światowy
- 20 września 1951 r. (czwartek),  Londyn – Stadion Wembley

Medaliści IMŚ
| Msc. | Zawodnik          | Kraj              | Pkt  |                |  |
| ---- | ----------------- | ----------------- | ---- | -------------- |  |
| 1    | Jack Young        | Australia         | 12+3 | (2,2,3,3,2) +3 |  |
| 2    | Split Waterman    | Wielka Brytania   | 12+2 | (1,3,3,2,3) +2 |  |
| 3    | Jack Biggs        | Australia         | 12+1 | (3,3,3,3,0) +1 |  |
| 4    | Ronnie Moore      | Nowa Zelandia     | 11   | (2,2,2,2,3)    |  |
| 5    | Jack Parker       | Wielka Brytania   | 10   | (0,1,3,3,3)    |  |
| 6    | Louis Lawson      | Wielka Brytania   | 10   | (2,0,2,3,3)    |  |
| 7    | Eddie Rigg        | Wielka Brytania   | 8    | (3,3,1,1,0)    |  |
| 8    | Bob Leverenz      | Australia         | 7    | (3,2,1,0,1)    |  |
| 9    | Freddie Williams  | Walia             | 7    | (3,1,0,2,1)    |  |
| 10   | Aub Lawson        | Australia         | 7    | (1,2,2,0,2)    |  |
| 11   | Jeff Lloyd        | Wielka Brytania   | 6    | (1,3,1,0,1)    |  |
| 12   | Eric Williams     | Walia             | 6    | (0,1,1,2,2)    |  |
| 13   | Cyril Brine       | Wielka Brytania   | 3    | (1,d,2,0,0)    |  |
| 14   | Norman Parker     | Wielka Brytania   | 3    | (0,1,1,1,0)    |  |
| 15   | Ernie Roccio      | Stany Zjednoczone | 2    | (2,0,0,0,-)    |  |
| 16   | Alan Hunt         | Wielka Brytania   | 2    | (u,u,0,1,1)    |  |
|      | rez. Dick Bradley | Wielka Brytania   | 2    | (2)            |  |
|      | rez. Geoff Mardon | Nowa Zelandia     | ns   |                |  |